# Rager Teenager!
«Rager Teenager!» es una canción del cantante y compositor sudafricano-australiano Troye Sivan de su quinto EP, In a Dream (2020). Se lanzó el 5 de agosto de 2020 por EMI, Universal y Capitol Records como el tercer sencillo del EP.

## Video musical
Sivan lanzó el video musical autodirigido de «Rager Teenager!» el 5 de agosto de 2020.

## Créditos y personal
- Oscar M. Görres: teclado, ingeniería, percusión, bajo, guitarra, tambores
- Chris Galland: programación
- Manny marroquín: ingeniero de mezcla
- Troye Sivan: voz, voces de fondo
- Chris Gehringer: ingeniero de masterización
- Jeremie Inhaber: ingeniero asistente de grabación
- Zach Pereyra: ingeniero asistente de grabación
- Robin Florent: ingeniero asistente de grabación

## Posicionamiento en listas
| Listas (2020)                    | Mejor posición |
| -------------------------------- | -------------- |
| Nueva Zelanda Hot Singles (RMNZ) | 31             |

## Historial de lanzamiento
| País   | Fecha               | Formato                     | Versión  | Discográfica            | Ref   |
| ------ | ------------------- | --------------------------- | -------- | ----------------------- | ----- |
| Varios | 5 de agosto de 2020 | Descarga digital, streaming | Estándar | EMI, Universal, Capitol | [ 6 ] |